# Kōda Rohan
Kōda Rohan (japanisch 幸田 露伴; * 20. August 1867 in Shitaya, Edo, heute Tōkyō; † 30. Juli 1947 in Ichikawa), eigentlich Kōda Shigeyuki (幸田 成行), war ein japanischer Schriftsteller.

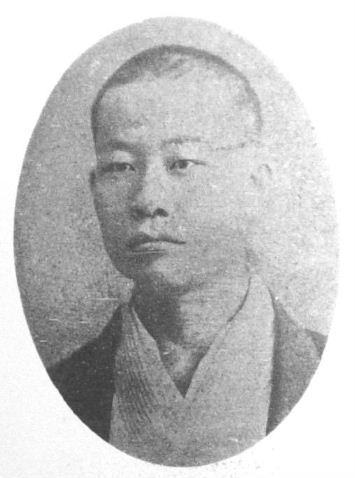
Kōda Rohan

## Leben
Kōda Rohan war der Sohn eines Beamten, welcher aus einer verarmten Samurai-Adelslinie stammte. Er studierte als Autodidakt chinesische Klassiker und buddhistische Literatur. Er arbeitete im Alter von 15 Jahren als Telegrafist in Hokkaidō, ging aber nach 2 Jahren nach Tokio zurück. Dort hatte er später unter anderem zeitweilig eine Universitätsdozentur inne, arbeitete aber auch seit 1889 in der Redaktion der Zeitung Yomiuri Shimbun.
Erstmals gewürdigt für Fūryūbutsu, festigte er seinen Platz in der literarischen Welt mit Werken wie Gojūnotō oder Ummei. Gemeinsam mit Ozaki Kōyō begründete er die später so genannte Kōro-Ära (wobei Kōro ein Kofferwort aus Kōyō und Rohan, den beiden Eigennamen, ist).
Kōda Rohan war ein Vertreter des Klassizismus und geschult in klassischer Literatur und religiösen Lehren. Er hinterließ neben zahlreichen Essays und historischen Romanen auch wissenschaftliche Abhandlungen über klassische Literatur.
Bei der ersten Verleihung des japanischen Kulturordens im Jahre 1937 zählte er zu den Ausgezeichneten. 1943 erhielt er den Noma-Literaturpreis. Sein von ihm selbst Schneckenhaus (Kagyū-an) genanntes Wohnhaus, in dem er zehn Jahre lang in Sumida wohnte, steht heute im Freilichtmuseum Meiji Mura.
Seine Tochter, Kōda Aya, war ebenfalls eine Schriftstellerin.

## Werke
- Begegnung mit einem Totenschädel. Zwei Novellen aus dem Japan der Jahrhundertwende. Aus dem Japanischen von  Diana Donath. Edition q, Berlin 1999. ISBN 978-3-86124-502-5[1]
- Die fünfstöckige Pagode (五重塔, Gojū no tō, 1892). In: Die fünfstöckige Pagode. Japanische Erzählungen des 20. Jahrhunderts. Aus dem Japanischen von Walter Donat in Verbindung mit Paul Yuzuru Kawai. Eugen Diederichs Verlag, Düsseldorf 1960. S. 25–73
- Ummei (運命, „Schicksal“, 1919)